# نولان أونوي
نولان أونوي (الاسم العلمي:Nolana onoana) هو نوع نباتي يتبع جنس النولان من فصيلة الباذنجانية.